# Meyer Rosner
Pour les articles homonymes, voir Rosner.
Meyer Rosner (dit Pierre Mily, dans la Résistance), né le 5 décembre 1925 à Paris et mort fusillé le 29 juillet 1944 par les allemands au camp de Souge en Gironde, est un étudiant juif français, membre du réseau FTPF du Gers, comme agent de liaison.

## Biographie
Meyer Rosner est né le 5 décembre 1925 à Paris,.
Meyer Rosner est un étudiant à Paris avant la déclaration de la Seconde Guerre mondiale.

### Seconde Guerre mondiale
Avec le début de la Seconde Guerre mondiale, Meyer Rosner et sa famille s'installent dans le Gers. Eux habitent à  Seissan et lui à Barran distant de 27 km.

#### La Résistance
Le 7 décembre 1943, il entre dans le FTPF du Gers, comme agent de liaison. Il prend le nom de Pierre Emily. Il a 18 ans et 2 jours.

#### Arrestation et exécution
Le 3 mai 1944, sa mission est de prévenir des résistants que des arrestations vont avoir lieu ce même jour. Il part à bicyclette sur la route d’Eauze (Gers) à Auch (Gers) et est arrêté par la Gestapo, comme maquisard.
Il est interné à Auch, puis à Toulouse (Haute-Garonne) à la prison Saint-Michel.
Le 2 juillet, Meyer Rosner est enfermé avec sept cent deux résistants, dont soixante deux femmes, dans les wagons bétaillers du convoi dit « train fantôme ». Le lendemain, le train, à destination de Dachau, se dirige vers Bordeaux, la ligne vers Lyon ayant été détruite. Pris pour un convoi militaire, il est bombardé par l'aviation britannique en gare de Parcoul-Médillac, près d'Angoulême. La locomotive détruite, il y reste stationné cinq jours. Le train revient à Bordeaux le 9 juillet. Les prisonniers restent plus de soixante heures en gare Saint-Jean, enfermés près du dépôt des locomotives dans les wagons bétaillers mais ravitaillés par le Secours national.
Dans la nuit du 12 au 13, ils sont, au bout d'une grande demi-heure de marche en rangs, entassés dans la synagogue de la ville transformée par les autorités allemandes en annexe insalubre de la prison du Hâ. La Fête nationale y est hardiment célébrée par une harangue du militant SFIO Noël Peyrevidal juché sur la tébah puis une Marseillaise suivie d'un chahut. Le 29 juillet, dix prisonniers, Pierre Fournera, Noël Peyrevidal, l'inspecteur Robert Borios, Litman Nadler, étudiant émigré de Roumanie, le réfugié espagnol José Figueras Almeda, André Guillaumot, Marcel Jean-Louis, Emilio Perin, Joseph Uchseraet Albert Lautman, en sont extraits et conduits au fort du Hâ. Ils y rejoignent un groupe de trente six autres détenus, des maquisards qui ont été sélectionnés sur dossier par le Kommando IV de la Sicherheitspolizei de Bordeaux, KDS, que dirige le lieutenant S.S. Friedrich-Wilhem Dohse. Ils reçoivent chacun un carton « Zum Tode verurteilt ».
Le 31 juillet après midi, les condamnés sont emmenés au camp de Souge, qui se trouve à vingt cinq kilomètres à l'ouest du centre de Bordeaux, sur le territoire de la commune de Martignas-sur-Jalle, pour y être fusillés le soir même avec deux autres prisonniers. L'officier de garde français refuse de former le peloton d'exécutionau prétexte que l'autorité dont émane l'ordre n'est pas mentionnée sur celui ci. Le lendemain 1er août, le chef du convoi, l'Oberleutnant de la Wehrmacht Baumgartner, ne réussit pas à rassembler les gendarmes mobiles et ce sont des sous-officiers de la Feldgendarmerie qu'il commande pour procéder à ce qui est, aux termes du chapitre II de la Convention de La Haye relatif aux prisonniers de guerre, un crime de guerre. Les condamnés, conduits à un des deux sites d'exécution, sont attachés chacun à son tour à un des dix poteaux. Les corps sont jetés dans des fosses déjà prêtes. Vingt sept jours plus tard, Bordeaux est libérée.

## Honneurs
- Plaque commémorative apposée au 58 boulevard Richard Wallace à Puteaux, là où demeurait Mayer Rosner fusillé par les Allemands le 29 juillet 1944[2], [9].
- Son nom figure sur le mémorial des fusillés de Souge, à Martignas-sur-Jalle (Gironde)[2].
- Son nom figure sur les monuments aux morts de Seissan (Gers) et de Puteaux[2]